# Schistidium coloradense
Schistidium coloradense là một loài Rêu trong họ Grimmiaceae. Loài này được (Austin) Ochyra mô tả khoa học đầu tiên năm 1998.